# Парност функције
У математици, парне функције и непарне функције су математичке функције које задовољавају одређене релације симетричности. Важне су у математичкој анализи, посебни у теорији степених редова и Фуријеових редова. Назване су по парности степена њихових степених редова који задовољавају сваки од услова: функција  је парна функција ако је n паран цео број, а непарна је функција ако је n непаран цео број.

## Парне функције
Нека је f() реална функција реалне променљиве. Онда је f парна функција ако следеће једначине важе за свако  у домену функције :
{\displaystyle f(x)=f(-x)\,}.
Геометријски, парна функција је симетрична у односу на y осу, што значи да график функције остаје непромењен после рефлексије око y осе.
Примери парних функција су апсолутна вредност, x2, 4, (x), и (x).

## Непарне функције
Поново, нека је f() реална функција реалне променљиве. Онда је f непарна функција ако следеће једначине важе за свако  у домену функције :
{\displaystyle -f(x)=f(-x)\,}.
Геометријски, непарна функција је симетрична у односу на координатни почетак, што значи да график функције остаје непромењен после координатне ротације за 180 степени око координатног почетка.
Примери непарних фукницја су x, x3, 5, (x), и  (x).

## Неке чињенице
Напомена: парност функције не имплицира диференцијабилност, нити чак непрекидност функције. Својства која укључују Фуријеове редове, Тејлорове редове, изводе итд. могу се користити само ако се претпостави да они постоје.

### Основна својства
- Једина функција која је у исто време и парна и непарна је константна функција једнака нули (тј. f(x) = 0 за свако x).
- Збир парне и непарне функције није ни парна ни непарна функција, осим ако једна од те две функције није једнака нули.
- Збир две парне функције је парна функција, и резултат сваког множења парне функције константом је такође парна функција.
- Збир две непарне функције је такође непарна функција, и резултат сваког множења непарне функције константом је непарна функција.
- Производ две парне функције је парна функција.
- Производ две непарне функције је парна функција.
- Производ парне и непарне функције је непарна функција.
- Количник дељења две парне функције је парна функција.
- Количник дељења две непарне функције је парна функција.
- Количник дељења парне функције и непарне функције је непарна функција.
- Извод парне функције је непарна функција.
- Извод непарне функције је парна функција.
- Композиција две парне функције је парна, а композиција две непарне функције је непарна функција.
- Композиција парне и непарне функције је парна функција.
- Композиција било које функције са парном функцијом је парна функција (али не важи обратно).
- Интеграл непарне функције од - до +A је нула (где је  коначно, а функција нема вертикалних асимптота између - и ).
- Интеграл парне функције од - до +A је двоструко већи од интеграла од 0 до +A (где је  коначно, а функција нема вертикалних асимптота између - и ).

### Редови
- Меклоренов ред парне функције укључује само парне степене.
- Меклоренов ред непарне функције укључује само непарне степене.
- Фуријеов ред периодичне парне функције укључује само косинусне чланове.
- Фуријеов ред периодичне непарне функције укључује само синусне чланове.

### Алгебарске структуре
- Свака линеарна комбинација парних функција је такође парна функција, и парне функције формирају векторски простор над реалним бројевима. Исто тако, линеарна комбинација непарних функција формира векторски простор над реалним бројевима. У ствари, векторски простор свих реалних функција је директна сума линеарних подпростора парних и непарних функција. Другим речима, свака функција се може јединствено написати као сума парне и непарне функције:

{\displaystyle f(x)=f_{\mathrm {even} }(x)+f_{\mathrm {odd} }(x)={\frac {f(x)+f(-x)}{2}}\,+\,{\frac {f(x)-f(-x)}{2}}\,}
- Парне функције формирају К-алгебру над реалним бројевима. С друге стране, непарне функције не формирају К-алгебру над реалним бројевима.